# فورتوناتو فينتورا
فورتوناتو فينتورا (بالإسبانية: Fortunato Ventura)‏ هو رسام تشيلي، ولد في 1953 في Licán Ray ‏ في تشيلي، وتوفي في 2007 في باريس في فرنسا.